# 高周波スイッチ
高周波スイッチ(こうしゅうはすいっち)とは、高周波信号の経路を切り替えるスイッチである。RFスイッチ(RF switch)とも呼ばれる。一般のスイッチと異なる点は、高周波信号を通過させる為に、特性インピーダンスに整合していることである。
機械式と電子式がある。電子式の高周波スイッチは、制御信号の状態に応じて高周波信号が通過する経路のオン/オフを切り換える。

## 用途
通常、携帯電話や無線LANなどの無線通信機器の送信/受信信号の切り替えや内蔵アンテナと外部アンテナの切り替えに使用される。全ての場合に高周波スイッチを使用するわけではなく、FDD（周波数分割複信）方式の様に、送受信の周波数が異なる場合、空中線共用器（デュープレクサ）を使用し、高周波スイッチを使用しない場合もある。

## 回路構成について
スイッチの一種であるので、一番単純な形状は1入力1出力で、オン/オフを切り替えるSPST(Single pole, single throw) 構造である。しかし、無線通信機器では、SPSTを使用することはまれで、通常、送信と受信を1本のアンテナと切り替えるSPDT(Single pole, double throw) 以上の構造が使用される。
近年では、無線通信の多様化に伴い、1つの機器に多数の機能を盛り込むため、多数のアンテナと多数の送信部と多数の受信部を切り替える多ポートを有する4x4スイッチ、SP8Tスイッチ等が製品化されている。

## 回路素子について

### デュプレクサ
デュプレクサはスイッチではなく、フィルタの一種である。CDMAやW-CDMAの様に送信周波数と受信周波数が異なる場合、その切り替えにデュプレクサが使用される場合がある。また、構成によっては、通常の高周波スイッチと併用して使用されることもある。

### ダイオードスイッチ

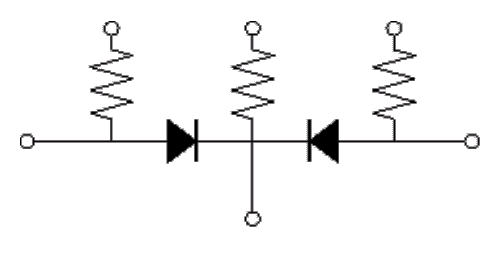
ダイオードスイッチでのSPDT回路の構成例。

構成
ダイオードのスイッチ特性を利用したスイッチ。ダイオードの両端に抵抗やインダクタ等を利用してDCバイアスを印加する。ダイオードに順方向電流を流すとオン状態に、逆方向に電圧を印加するとオフ状態に切り替えることができる。信号を整流してしまわないようにPINダイオードが使われることが多い。最大通過パワーはP1dBで規定され、順方向電流と逆方向電圧に依存する。挿入損失とアイソレーションは、主にPINダイオードのオン抵抗とオフ容量で決まる。
特徴
低歪で、低価格である利点がある。一方、オン状態の電流が大きく、消費電力が大きい点と、複雑なスイッチ回路を構成することは難しいと言う問題がある。

### FETスイッチ

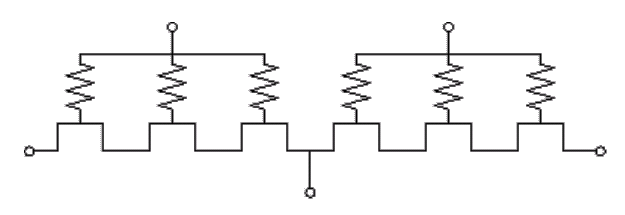
FETスイッチでのSPDT回路の構成例。

構成
GaAsのHEMTやMESFETで作成されたスイッチ。ダイオードと対比して半導体スイッチ、FETスイッチと呼ばれることもある。最大通過パワーは、制御信号として印加する電圧と直列接続したFETの数に依存する。
特徴
FETを利用してオン/オフを切り替えるため、消費電力が非常に小さく、複雑なスイッチ回路を簡単に作成できる利点がある。その一方、歪みと価格の面でダイオードスイッチに及ばない点もある。そのため、複雑なスイッチ回路が必要な高機能製品にはFETスイッチを利用し、廉価な製品にはダイオードスイッチを利用するという住み分けがされている。

### MEMSスイッチ
構成
MEMS技術を利用した微小機械によるスイッチ。微小なリレー装置に近い。様々な形状があり、そのほとんどが、電磁気力を利用して、物理的に接点を切り替える。
特徴
物理的に接点を切り替えるため、広い周波数帯域に渡って、他のスイッチの追随を許さない高性能が実現可能である。しかし、微小構造を物理的に切り替える関係上、耐久性に課題が残り、無線機器に使える耐久性を保持したものは発表されていない。現時点ではまだ研究段階である。